# Vojnatina
Vojnatina (in ungherese: Vajna) è un comune della Slovacchia facente parte del Distretto di Sobrance, nella regione di Košice.